# Wang Ruidong
Dans ce nom chinois, le nom de famille, Wang, précède le nom personnel.
Pour les articles homonymes, voir Wang.
Wang Ruidong (en chinois : 王瑞东), né le 8 juillet 2000, est un coureur cycliste chinois. Il est membre de l'équipe CFC Continental Team. Il a participé à la course en ligne masculine de cyclisme sur route aux Jeux olympiques d'été de 2020.

## Palmarès
- 2017
  - 2e du championnat de Chine sur route juniors
- 2020
  - 2e du championnat de Chine sur route
- 2023
  - 3e étape de la Trans-Himalaya Cycling Race
  - 2e du championnat de Chine sur route
- 2024
  -  Champion de Chine du critérium
  - 2e du championnat de Chine sur route
- 2025
  -  Champion de Chine du critérium

## Classements mondiaux
| Année                                 | 2020 | 2021 | 2022 | 2023 | 2024 |
| ------------------------------------- | ---- | ---- | ---- | ---- | ---- |
| Classement mondial                    | 845e | nc   | nc   | 763e | 831e |
| UCI Asia Tour                         | 39e  | nc   | nc   | 67e  | 42e  |
|                                       |      |      |      |      |      |
| Légende : nc = non classéSource : UCI |      |      |      |      |      |